# Purpuricenus goetzei
Purpuricenus goetzei là một loài bọ cánh cứng trong họ Cerambycidae.